# Colapso democrático

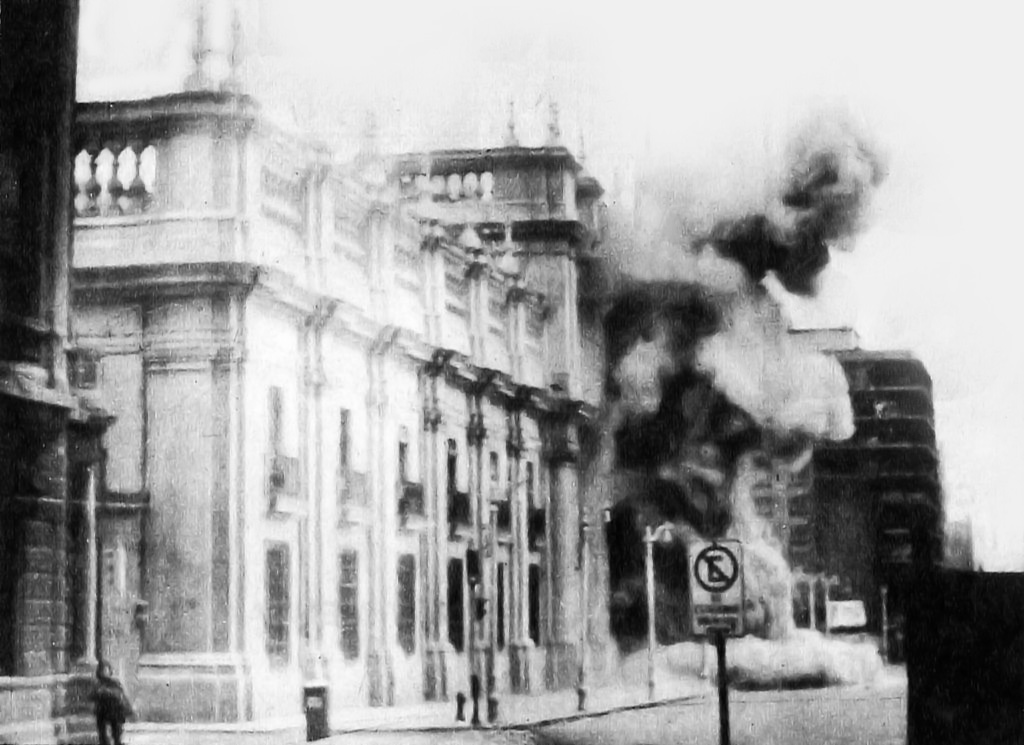
La Moneda é atacado durante o golpe de Estado no Chile em 1973. A forma mais clássica de um colapso democrático: "O palácio presidencial arde em chamas. O presidente é morto, apresionado ou exilado. A constituição é suspensa ou abandonada".

Colapso democrático ou autocratização é um processo de mudança de regime democrático em direção à autocracia que torna o exercício do poder político pelo público mais arbitrário e repressivo.  Este processo normalmente restringe o espaço para contestação pública e participação política no processo de eleições. O declínio democrático envolve o enfraquecimento das instituições democráticas, como a transição pacífica de poder ou eleições livres e justas, ou a violação dos direitos individuais que sustentam as democracias, especialmente a liberdade de expressão.
A democracia é um sistema político em que o poder de governar é derivado do consentimento dos governados, geralmente através de eleições livres e justas. Em uma democracia, todos os cidadãos têm a oportunidade de participar no processo de tomada de decisões, seja diretamente ou por meio de representantes eleitos. A democracia enfrenta diversos desafios, como a corrupção, desigualdades econômicas e sociais, populismo, desinformação e a necessidade de reformas contínuas para se adaptar às mudanças sociais e tecnológicas. Apesar desses desafios, a democracia continua sendo amplamente valorizada como um sistema que promove a liberdade, a justiça e a igualdade.
A teoria das ondas de democratização foi proposta pelo cientista político Samuel P. Huntington. Ele descreveu três ondas principais de democratização que ocorreram no mundo moderno, cada uma marcada por um aumento acentuado no número de regimes democráticos. Cada uma dessas ondas de democratização teve características únicas e ocorreu em contextos históricos específicos. A teoria das ondas de Huntington mostra como a democratização pode ser um processo global, influenciado por eventos internacionais, movimentos sociais e mudanças econômicas. No entanto, cada onda também enfrentou desafios e reveses, ilustrando que a transição para a democracia é um processo complexo e contínuo.
Um "retrocesso democrático" refere-se ao processo pelo qual um país que anteriormente experimentava um regime democrático vê a deterioração ou a reversão de suas instituições e práticas democráticas. Esse fenômeno pode envolver uma série de ações ou mudanças que minam a democracia, tais como: erosão do Estado de Direito, ataques a independencia do judiciário, repressão da oposição, ataques a liberdade de imprensa, manipulação do processo eleitoral, populismo e autoritarismo. Exemplos notaveis de países amplamente reconhecidos de países que passaram por retrocesso democrático incluem (mas não se limitam) à: Venezuela, Ucrânia, Polônia, Turquia, Hungria, Rússia, e Estados Unidos.
O retrocesso democrático é o oposto da democratização.  As causas propostas para o retrocesso democrático incluem a desigualdade económica, reacções culturalmente conservadoras às mudanças sociais, políticas populistas ou personalistas e influência externa de políticas de grandes potências. Durante as crises, o retrocesso pode ocorrer quando os líderes impõem regras autocráticas durante os estados de emergência que são desproporcionais à gravidade da crise ou permanecem em vigor após a situação ter melhorado. Embora a mudança de regime através de golpes militares tenha diminuído desde o fim da Guerra Fria , aumentaram as formas mais subtis de retrocesso. Durante a terceira onda de democratização no final do século XX, foram estabelecidas muitas democracias novas e fracamente institucionalizadas; estes regimes têm sido mais vulneráveis ao retrocesso democrático.  A terceira onda de autocratização está em curso desde 2010, quando o número de democracias liberais atingiu o nível mais alto de todos os tempos.  Um quarto da população mundial vive sob regimes híbridos democraticamente apóstatas a partir de 2021.

## Conceito e Manifestações

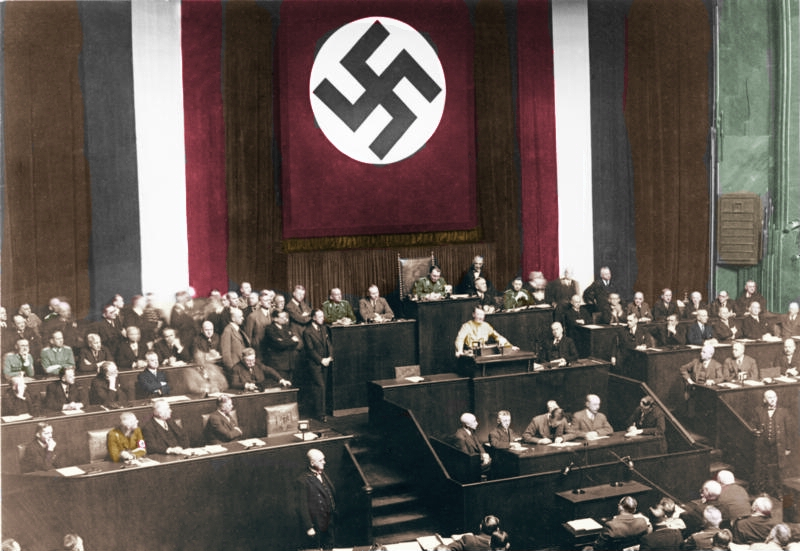
Adolf Hitler faz um discurso no Reichstag em apoio à Lei de Concessão de Plenos Poderes. O colapso da República de Weimar na Alemanha nazista é, talvez, o exemplo mais infame de retrocesso democrático.

Um "retrocesso democrático" refere-se ao processo pelo qual um país anteriormente democrático começa a reverter para formas menos democráticas de governança. Isso pode envolver a erosão das instituições democráticas, a diminuição das liberdades civis e políticas, a concentração de poder em um líder ou grupo, e o enfraquecimento dos mecanismos de controle e equilíbrio que garantem a responsabilidade governamental.
Sinais classicos reconhecidos como alertas para um retrocesso democrático em curso incluem:
- Erosão do Estado de Direito: Diminuição do respeito às leis e instituições jurídicas, com interferências políticas no sistema judiciário e no cumprimento da lei. A erosão do estado de direito representa uma grave ameaça à integridade e estabilidade das democracias contemporâneas. Este fenômeno ocorre quando há uma diminuição do respeito às leis e instituições jurídicas, frequentemente acompanhada por interferências políticas no sistema judiciário e no cumprimento da lei. Este retrocesso não apenas compromete a justiça e a equidade, mas também mina a confiança pública nas instituições democráticas e no próprio sistema de governança.[22]
- Restrições de liberdades e direitos civís: A liberdade de expressão, juntamente com as liberdades de imprensa, reunião e associação, são pilares fundamentais de qualquer democracia robusta. Esses direitos permitem que os cidadãos participem ativamente da vida pública, expressem suas opiniões, critiquem o governo e se organizem para promover mudanças sociais. No entanto, em muitos contextos, esses direitos estão sendo severamente limitados, com ataques à imprensa independente e a repressão de manifestações e organizações da sociedade civil. Este retrocesso democrático representa uma séria ameaça à governança transparente e à justiça social.[22]
- Fraudes eleitorais: Manipulação do processo eleitoral para favorecer o partido ou líder no poder, incluindo fraudes nas urnas, intimidação de eleitores e restrições a partidos de oposição.[22]
- Concentração de Poder: Concentração de poder no executivo, enfraquecimento do legislativo e marginalização do judiciário. Diminuição da separação de poderes e dos mecanismos de freios e contrapesos.[22]
- Corrupção e nepotismo: Aumento da corrupção governamental e práticas de nepotismo, onde posições de poder são ocupadas por amigos e familiares do líder.
- Perseguição de Opositores: Intimidação, prisão ou exílio de líderes políticos e ativistas que se opõem ao governo.[23]
- Alterações Constitucionais: Mudanças nas leis e constituição para prolongar o mandato do líder no poder ou para eliminar restrições ao poder executivo.[23]
- Enfase excessiva na segurança nacional contra inimigos internos e externos: Atmofesra de medo e desconfiança para com a oposição, acusações infundadas de envolvimento do adversário com organizações criminosas e/ou terroristas e uso constante de orgãos legitimos de vigilância para policiar a oposição.[22]

Na obra Como as Democracias morrem, Levitsky e Ziblatt traçam uma definição de um claro processo de erosão democrática, usando como exemplo a ascenção do chavismo na Venezuela:
"É assim que as democracias morrem agora. A ditadura ostensiva – sob a forma de fascismo, comunismo ou domínio militar – desapareceu em grande parte do mundo. Golpes militares e outras tomadas violentas do poder são raros. A maioria dos países realiza eleições regulares. Democracias ainda morrem, mas por meios diferentes. Desde o final da Guerra Fria, a maior parte dos colapsos democráticos não foi causada por generais e soldados, mas pelos próprios governos eleitos. Como Chávez na Venezuela, líderes eleitos subverteram as instituições democráticas em países como Geórgia, Hungria, Nicarágua, Peru, Filipinas, Polônia, Rússia, Sri Lanka, Turquia e Ucrânia. O retrocesso democrático hoje começa nas urnas.
A via eleitoral para o colapso é perigosamente enganosa. Com um golpe de Estado clássico, como no Chile de Pinochet, a morte da democracia é imediata e evidente para todos. O palácio presidencial arde em chamas. O presidente é morto, aprisionado ou exilado. A Constituição é suspensa ou abandonada. Na via eleitoral, nenhuma dessas coisas acontece. Não há tanques nas ruas. Constituições e outras instituições nominalmente democráticas restam vigentes. As pessoas ainda votam. Autocratas eleitos mantêm um verniz de democracia enquanto corroem a sua essência.

É assim que tendemos a pensar na morte de democracias: nas mãos de homens armados. Durante a Guerra Fria, golpes de Estado foram responsáveis por quase três em cada quatro colapsos democráticos. (...) Porém, há outra maneira de arruinar uma democracia. É menos dramática, mas igualmente destrutiva. Democracias podem morrer não nas mãos de generais, mas de líderes eleitos – presidentes ou primeiros-ministros que subvertem o próprio processo que os levou ao poder. Alguns desses líderes desmantelam a democracia rapidamente, como fez Hitler na sequência do incêndio do Reichstag em 1933 na Alemanha. Com mais frequência, porém, as democracias decaem aos poucos, em etapas que mal chegam a ser visíveis."
A morte de uma democracia raramente acontece de maneira abrupta ou visível. Em vez disso, muitas democracias morrem de forma silenciosa, através de um processo gradual de erosão de instituições e normas democráticas. Este fenômeno é sutil, progressivo e muitas vezes passa despercebido até que as liberdades e direitos fundamentais sejam seriamente comprometidos. A degradação democrática pode ocorrer em qualquer sociedade, e compreender esse processo é crucial para preveni-lo e proteger os princípios democráticos. Governos que buscam enfraquecer a democracia frequentemente promulgam leis que restringem direitos e liberdades. Isso pode incluir leis que limitam a liberdade de imprensa, aumentam o controle sobre ONGs e dificultam a organização de protestos. Essas mudanças são muitas vezes justificadas sob o pretexto de segurança nacional ou ordem pública, mas têm o efeito de silenciar a dissidência e consolidar o poder. O enfraquecimento gradual das instituições democráticas, como o parlamento, o sistema judicial e órgãos de fiscalização, permite que o poder executivo atue sem controle. A nomeação de aliados políticos para posições-chave e a marginalização de instituições independentes são táticas comuns.

## Plano de Fundo

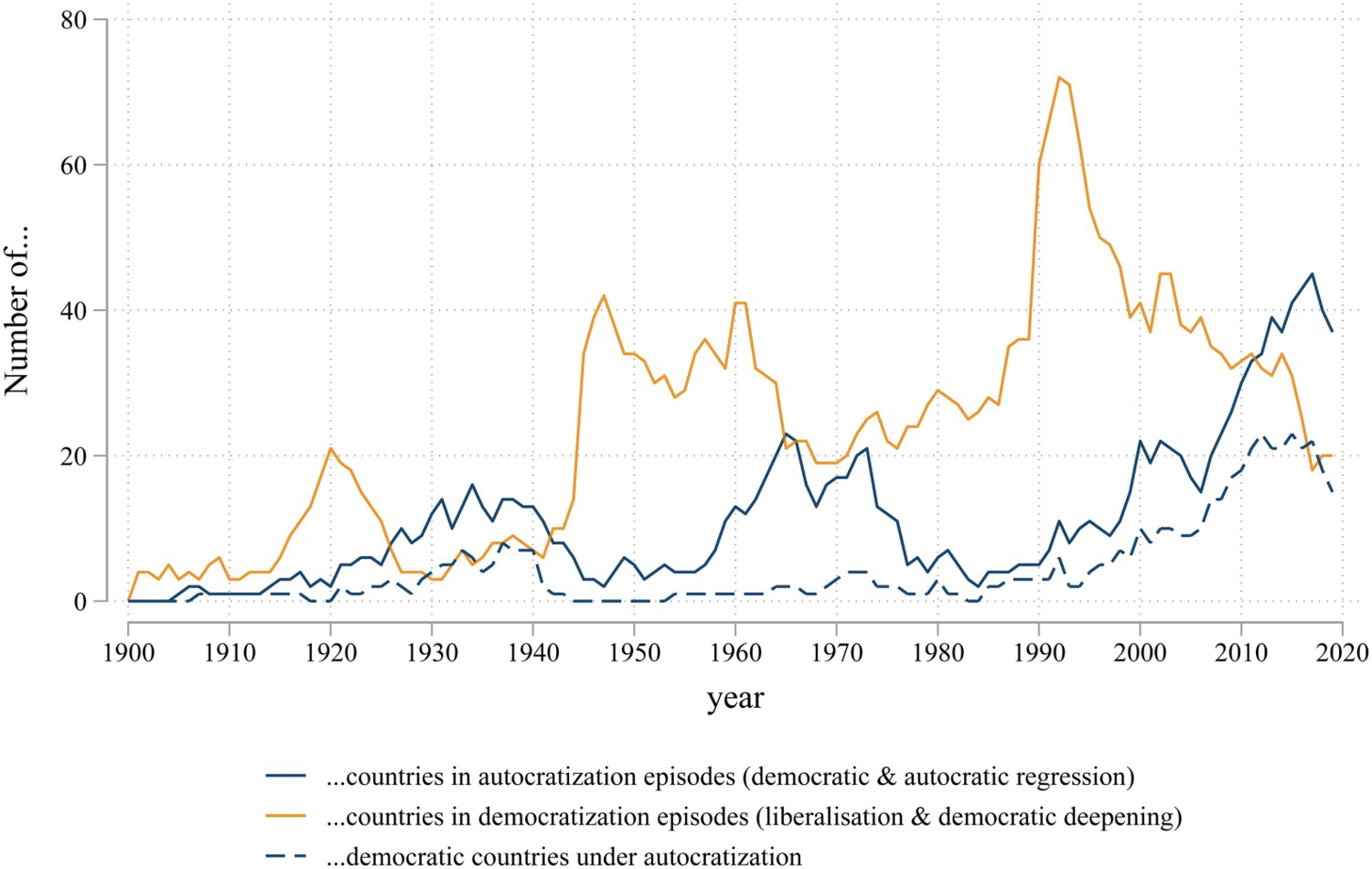
Desde 1900, o número de países que se democratizaram (amarelo) tem sido maior do que o número de países que se autocratizaram (azul), exceto no final da década de 1920 até a década de 1940 e desde 2010

A democracia é um sistema político no qual o poder é exercido pelo povo, direta ou indiretamente, através de mecanismos formais de participação, como eleições periódicas. Em uma democracia, os cidadãos têm o direito de votar, eleger seus representantes e participar na formulação das leis e políticas públicas. A democracia é caracterizada por princípios fundamentais, como a igualdade perante a lei, a liberdade de expressão, a liberdade de imprensa, o direito de associação, e a proteção dos direitos humanos. A origem da democracia remonta à Grécia Antiga, especificamente à cidade-estado de Atenas, por volta do século V a.C. A palavra "democracia" vem do grego "demos" (povo) e "kratos" (poder ou governo), significando "governo do povo".  A democracia ateniense foi uma forma de democracia direta onde os cidadãos (homens livres, maiores de idade e de origem ateniense) participavam diretamente na tomada de decisões políticas. Eles se reuniam em assembleias para debater e votar sobre leis e políticas públicas. Instituições como a Assembleia (Ekklesia), o Conselho dos 500 (Boulé), e os tribunais populares eram pilares desse sistema.
Após o declínio das democracias na Grécia antiga, a ideia de governo democrático não teve continuidade significativa na Europa até a Idade Moderna. Durante a Renascença e o Iluminismo, os filósofos políticos começaram a reconsiderar e a promover ideias democráticas, inspirados pelos valores clássicos e pelo crescente desejo de limitar o poder absoluto dos monarcas. A democracia moderna evoluiu a partir do século XVIII, com influências marcantes da Revolução Americana (1776) e da Revolução Francesa (1789). Estes eventos históricos enfatizaram a importância dos direitos individuais, a soberania popular e a separação de poderes. A democracia representativa tornou-se a forma predominante, onde os cidadãos elegem representantes para tomar decisões em seu nome.
A última grande onda de democratização é frequentemente referida como a "Terceira Onda de Democratização". Este termo foi cunhado pelo cientista político Samuel P. Huntington em seu livro "The Third Wave: Democratization in the Late Twentieth Century", publicado em 1991. A Terceira Onda começou na década de 1970 e continuou pelas décadas de 1980 e 1990. Ela envolveu a transição de vários países de regimes autoritários para democracias e incluiu diversas regiões do mundo. O movimento começou com a transição democrática em Portugal após a Revolução dos Cravos em 1974, seguida pela Espanha após a morte do ditador Francisco Franco em 1975 e pela Grécia após a queda da junta militar em 1974. Muitos países da América Latina, como Argentina, Brasil e Chile, passaram por transições democráticas durante as décadas de 1980 e 1990. Com a queda do Muro de Berlim em 1989, o colapso da União Soviética em 1991, e o fim da Guerra Fria muitos países da Europa Oriental e da antiga União Soviética se democratizaram.

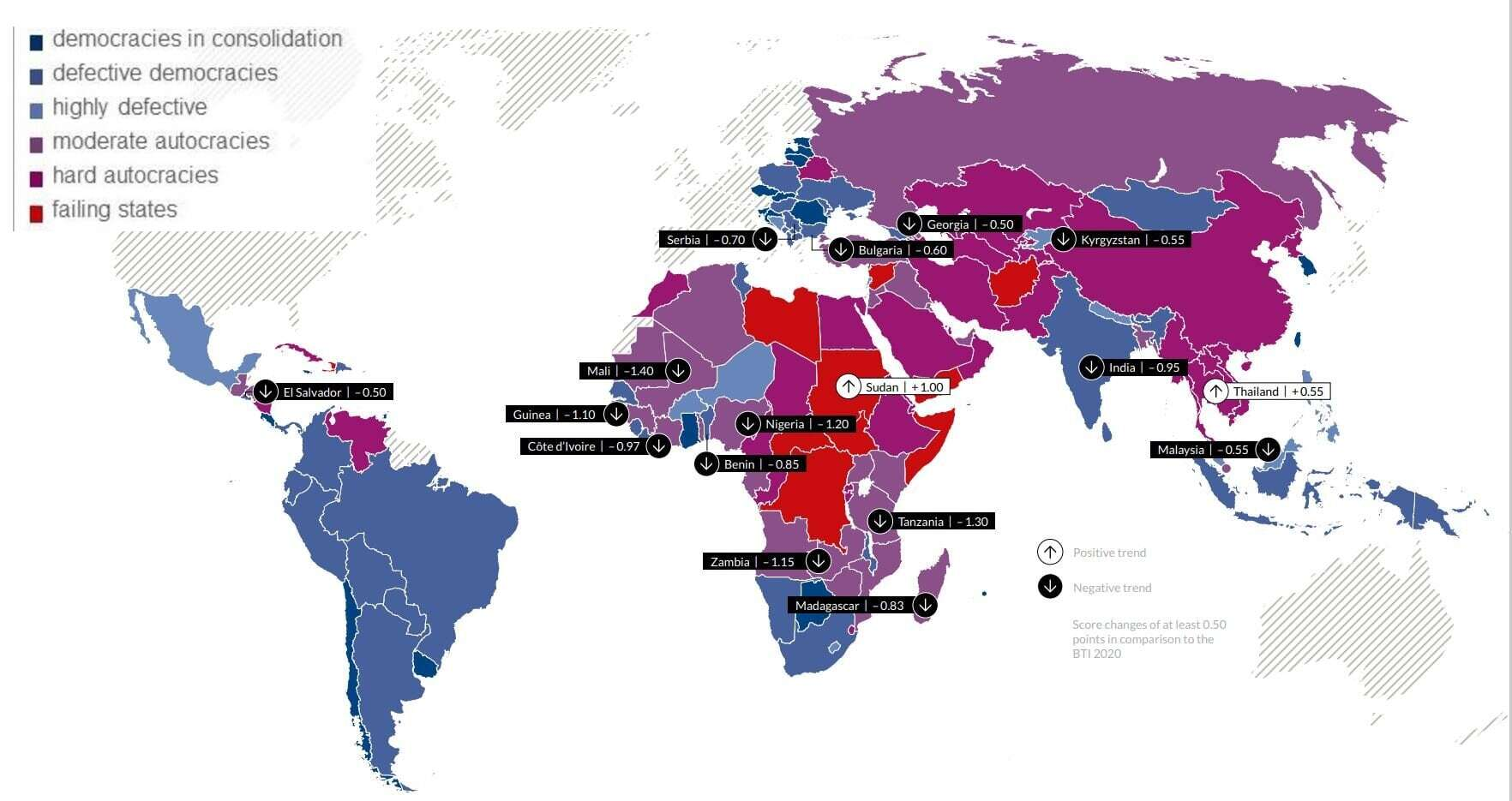
Relatório de tendências globais Bertelsmann Transformation Index 2022.

É possível afirmar que a primeira década dos anos 2000 foi um período notável de expansão democrática global. Durante essa época, mais países tinham adotado sistemas democráticos do que em qualquer outro momento da história. No início dos anos 2000, muitos países que haviam se democratizado durante a Terceira Onda de Democratização ainda mantinham suas instituições democráticas, e novos países continuavam a fazer transições democráticas. Houve um aumento no número de eleições livres e justas realizadas em muitos países, com maior participação popular e maior respeito pelos resultados eleitorais. Muitas nações também adotaram leis e políticas que garantiam direitos humanos e liberdades civis, fortalecendo o estado de direito e o respeito às liberdades individuais. Embora o número de democracias tenha aumentado, nem todas as democracias eram plenas. Muitas eram consideradas "democracias imperfeitas" ou "democracias eleitorais", onde existiam sérias limitações aos direitos e liberdades civis, e a corrupção e a governança ineficaz ainda eram problemas presentes.
Os ataques de 11 de setembro de 2001 tiveram um impacto profundo e duradouro nas democracias liberais ao redor do mundo. A resposta global ao terrorismo, liderada principalmente pelos Estados Unidos, resultou em várias mudanças políticas, legais e sociais que, em alguns casos, contribuíram para a erosão de princípios democráticos e liberdades civis.  Após os ataques, muitos países adotaram medidas drásticas para aumentar a segurança nacional. Leis antiterrorismo foram introduzidas, expandindo os poderes do governo para monitorar, deter e processar suspeitos de terrorismo. O exemplo mais emblemático é o USA PATRIOT Act nos Estados Unidos, que permitiu uma vigilância mais intrusiva e ampla dos cidadãos. Em muitos outros países, leis similares foram implementadas, com o objetivo de prevenir futuros ataques terroristas, mas frequentemente às custas das liberdades civis e da privacidade individual. A expansão dos poderes do executivo foi outra consequência presente. Presidentes e primeiros-ministros ganharam autoridade adicional para agir rapidamente e de forma decisiva em nome da segurança nacional. No entanto, essa concentração de poder frequentemente ocorreu às custas do equilíbrio de poder entre os diferentes ramos do governo. Parlamentos e sistemas judiciais muitas vezes se viram marginalizados ou com seus poderes reduzidos, o que enfraqueceu a supervisão democrática e a responsabilidade governamental. Essa intensificação das medidas de segurança e a ampliação dos poderes executivos contribuíram para a erosão das democracias liberais. O aumento da vigilância em massa, a violação da privacidade, e a restrição das liberdades civis criaram um ambiente onde a confiança nas instituições democráticas foi abalada. Em alguns casos, essas mudanças foram usadas por líderes populistas e autoritários para justificar a concentração de poder e a repressão da oposição, resultando em um retrocesso nos valores e práticas democráticas em várias partes do mundo. Segundo Sugahara (2021): "uma forma de mal-estar contemporâneo que usurpa a liberdade individual em nome da segurança coletiva."
Como Levitsky e Ziblatt observam:
Uma das grandes ironias de como as democracias morrem é que a própria defesa da democracia é muitas vezes usada como pretexto para a sua subversão. Aspirantes a autocratas costumam usar crises econômicas, desastres naturais e, sobretudo, ameaças à segurança – guerras, insurreições armadas ou ataques terroristas – para justificar medidas antidemocráticas. (...) Crises são difíceis de prever, mas suas consequências políticas não são. Elas facilitam a concentração e, com muita frequência, o abuso de poder. Guerras e ataques terroristas produzem um efeito de “reagrupamento em torno da bandeira”, 90 no qual o apoio do público ao governo aumenta – muitas vezes de maneira dramática; na esteira do 11 de Setembro, o presidente Bush viu sua aprovação disparar de 53% para 90% (...) Como poucos políticos têm disposição de confrontar um presidente com 90% de apoio em meio a uma crise de segurança nacional, esses presidentes  normalmente ficam sem vigilância ou controle. A Lei Patriótica dos Estados Unidos, assinada por George W. Bush em outubro de 2001, nunca teria sido aprovada se os ataques do 11 de Setembro não tivessem ocorrido no mês anterior. Os cidadãos também se mostram mais propensos a tolerar – e mesmo a apoiar – medidas autoritárias durante crises de segurança, sobretudo quando temem pelo seu bem-estar.  Na esteira do 11 de Setembro, 93 55% dos norte-americanos entrevistados disseram acreditar ser necessário abrir mão de algumas liberdades civis para conter o terrorismo, contra 29% em 1997.
O avanço do populismo na era pós-11 de setembro foi significativamente moldado pela retórica antiterrorista. Líderes políticos em várias partes do mundo utilizaram o medo do terrorismo para justificar a concentração de poder e a implementação de políticas autoritárias. A retórica do combate ao terrorismo se tornou uma ferramenta poderosa para reprimir a oposição política, controlar a mídia e enfraquecer as instituições democráticas. Em muitos casos, as medidas de segurança e as leis antiterrorismo foram ampliadas de tal forma que permitiram governos a agir com menos transparência e supervisão, justificando ações repressivas em nome da segurança nacional. A retórica antiterrorista também contribuiu para um aumento significativo da xenofobia e das políticas anti-imigrantes. A percepção de que imigrantes, especialmente aqueles vindos de países de maioria muçulmana, representavam uma ameaça à segurança foi exacerbada por líderes populistas. Essas figuras políticas promoveram a ideia de que a imigração estava diretamente ligada ao terrorismo, usando isso como justificativa para implementar políticas restritivas de imigração e para alimentar o sentimento nacionalista. Essa narrativa não apenas levou a um tratamento discriminatório e preconceituoso dos imigrantes, mas também fomentou divisões sociais e étnicas dentro dos países democráticos.
A crise financeira global de 2008 teve um impacto profundo e duradouro nas democracias ao redor do mundo, enfraquecendo-as de várias maneiras. A crise não apenas desencadeou uma recessão econômica global, mas também expôs falhas estruturais nas economias e sistemas políticos, levando a um aumento na desconfiança pública e na instabilidade política.  A crise financeira de 2008 revelou a fragilidade dos sistemas financeiros globais e a proximidade entre o setor financeiro e os governos. O resgate de grandes instituições financeiras com dinheiro público, enquanto muitos cidadãos comuns enfrentavam desemprego, perda de moradia e austeridade, criou uma percepção de que os governos estavam mais interessados em proteger os interesses das elites financeiras do que em defender os direitos e o bem-estar da população. Essa desconfiança levou a um aumento do cinismo em relação às instituições democráticas e aos líderes políticos, enfraquecendo a legitimidade dos sistemas democráticos. O impacto econômico da crise, incluindo altas taxas de desemprego e cortes em serviços públicos devido a políticas de austeridade, gerou descontentamento generalizado entre as populações. Esse descontentamento foi capitalizado por movimentos e líderes populistas que prometeram mudanças radicais, desafiando as elites políticas tradicionais. Os populistas frequentemente apresentaram soluções simplistas e polarizadoras, alimentando sentimentos nacionalistas e xenofóbicos. Em muitos casos, esses movimentos populistas questionaram ou minaram os princípios democráticos, promovendo políticas autoritárias e enfraquecendo as normas democráticas. As políticas de austeridade adotadas por muitos governos em resposta à crise financeira resultaram em cortes profundos em serviços públicos e programas sociais. Isso exacerbou a desigualdade econômica e social, aumentando a sensação de injustiça e marginalização entre os grupos mais afetados pela crise. A crescente desigualdade enfraqueceu a coesão social e fomentou divisões, criando um terreno fértil para o aumento de tensões políticas e sociais. Além disso, a percepção de que as políticas de austeridade foram impostas por instituições internacionais, como o Fundo Monetário Internacional (FMI) e a União Europeia, alimentou sentimentos de nacionalismo e soberanismo, desafiando ainda mais a cooperação e os valores democráticos. As políticas de austeridade e a desigualdade resultante exacerbaram as tensões sociais e políticas, enfraquecendo a coesão social e minando os valores democráticos. Em última análise, a crise de 2008 deixou um legado de instabilidade e desafios que continuam a afetar as democracias globais até hoje.

## Prevalência e tendências

Países que se autocratizaram (vermelho) ou que se democratizaram (azul) substancial e significativamente (2010–2020), de acordo com os índices de democracia V-Dem. Os países em cinza estão substancialmente inalterados.

Um estudo dos índices de democracia V-Dem do Instituto V-Dem da Universidade de Gotemburgo , que contém mais de dezoito milhões de pontos de dados relevantes para a democracia, medindo 350 indicadores altamente específicos em 174 países até o final de 2016, descobriu que o número de democracias no mundo diminuiu modestamente de 100 em 2011 para 97 em 2017; alguns países se moveram em direção à democracia, enquanto outros se afastaram da democracia.  O Relatório Anual de Democracia de 2019 do V-Dem descobriu que a tendência de autocratização continuou, enquanto "24 países estão agora severamente afetados pelo que é estabelecido como uma 'terceira onda de autocratização ' ", incluindo "países populosos como Brasil, Bangladesh e Estados Unidos, bem como vários países do Leste Europeu" (especificamente Bulgária e Sérvia). O relatório concluiu que uma proporção crescente da população mundial vivia em países em processo de autocratização (2,3 mil milhões em 2018). O relatório concluiu que, embora a maioria dos países fossem democracias, o número de democracias liberais caiu para 39 em 2018 (contra 44 uma década antes). O grupo de investigação Freedom House , em relatórios de 2017 e 2019, identificou retrocessos democráticos numa variedade de regiões em todo o mundo. O relatório Freedom in the World de 2019 da Freedom House , intitulado Democracy in Retreat , mostrou que a liberdade de expressão declinava a cada ano ao longo dos 13 anos anteriores, com quedas mais acentuadas desde 2012.
Trabalhos acadêmicos na década de 2010 detalharam o retrocesso democrático, em várias formas e em vários graus, na Hungria e na Polônia,  na República Tcheca,  na Turquia,  no Brasil, na Venezuela,  e na Índia.  O reconhecimento acadêmico do conceito de retrocesso democrático reflete uma reversão de visões mais antigas, que sustentavam "que a democracia, uma vez alcançada em um estado razoavelmente rico, se tornaria um elemento permanente".  Essa visão mais antiga passou a ser percebida como errônea a partir de meados dos anos 2000, quando vários acadêmicos reconheceram que algumas democracias aparentemente estáveis enfrentaram recentemente um declínio na qualidade de sua democracia. Huq e Ginsburg identificaram num artigo académico "37 casos em 25 países diferentes no período pós-guerra em que a qualidade democrática declinou significativamente (embora não tenha surgido um regime totalmente autoritário)", incluindo países que eram democracias "aparentemente estáveis e razoavelmente ricas".  O Relatório de Democracia V-Dem identificou, para o ano de 2023, 23 casos de autocratização autónoma e 19 casos de autocratização de mudança de rumo.
O relatório de 2020 do Varieties of Democracy Institute descobriu que a parcela global de democracias caiu de 54% em 2009 para 49% em 2019, e que uma parcela maior da população global vivia em países autocratizantes (6% em 2009, 34% em 2019).  Os 10 países com o maior grau de democratização de 2009 a 2019 foram Tunísia, Armênia, Gâmbia, Sri Lanka, Madagascar, Mianmar, Fiji, Quirguistão, Equador e Níger; os 10 países com o maior grau de autocratização de 2009 a 2019 foram Hungria , Turquia , Polônia , Sérvia , Brasil, Bangladesh , Mali , Tailândia , Nicarágua e Zâmbia.  No entanto, o instituto descobriu que há sinais de esperança num "grau sem precedentes de mobilização pela democracia", como se reflecte no aumento da mobilização em massa pró-democracia; a proporção de países com "protestos em massa substanciais pró-democracia" aumentou para 44% em 2019 (de 27% em 2009).  De acordo com um estudo de 2020, "o retrocesso democrático não vê necessariamente todas as instituições democráticas a erodir de forma paralela... estabelecemos que as eleições estão a melhorar e os direitos estão a retrair-se no mesmo período de tempo, e em muitos dos mesmos casos".  Os índices de democracia com diferentes conceitos de democracia e abordagens de medição mostram diferentes extensões do recente declínio global da democracia.

## Ver Também:
- Ditadura
- Democracia
- Autocrator e Ditador
- Ditadura da maioria
- Paradoxo da tolerância
- Estado de Direito
- Liberdades individuais
- Direitos humanos